# Fujiwara no Moroie
Fujiwara no Moroie va ser un aristòcrata de mitjans i finals del període Heian. Fujiwara Kitaie Nakaseki Hakuie, era el fill gran de Gondai Nagon i Fujiwara Keisuke. El rang oficial és el quart subordinat i la vàlvula mitjana dreta.

## Trajectòria
Després de passar pels Shonagon a la dinastia Go-Reisen, va ser nomenat Shaoben Dret i Cerveser de Cinquè Rang en el 3r any de Yongjo (1048). Després del shoben esquerre, al 3r any de Tenki (1055), també va servir com a guardià de Settsu, però va ser rellevat del cinquè rang. El primer any de Kōhei (1058), va ser ordenat com a subordinat del quart rang i el bé mitjà dret, però va morir el 3 de setembre del mateix any. Tenia 32 anys. L'últim rang oficial és el 4t rang de subordinat mitjà dret i Settsu Mamoru.

## Anècdotes
| « | "Quan vaig passar per la casa d'una dona que havia estat acostumada a anar per la família Shao Benshi i havia perdut la seva relació, em va aturar la mestressa de la dona, així que em vaig girar i vaig entrar a la casa de la dona. Llavors, l'aspecte de la dona era tan meravellós que el mestre es va penedir d'haver abandonat la dona i es va disculpar, però la dona només va llegir el sutra i no va respondre. Mentre recitava el sutra, la dona va recitar repetidament la frase "Facilitat immediata i facilitat" en el setè volum del Sutra del Lotus, però es va desmaiar com estava, i el mestre i la família van intervenir amb la dona, però la dona va morir immediatament. La família del mestre estava trista i es va retirar al poble de muntanya durant un temps, i es rumorejava que s'havia convertit en un reclus, però va començar a servir de nou, per la qual cosa el van anomenar "vàlvula granota". | » |

## Trajectòria
Tret que s'indiqui el contrari, és del "Fiscal General Adjunt".
- Data desconeguda: Cinquè inferior. Shonagen[2]
- Yongcheng 3r any (1048) Dia de Cap d'Any 7: Cinquè lloc zōjin[2]. 7 de desembre: Shaoben dret
- 5è any de Yongcheng (1050) 17 de setembre: Zuo Shaoben
- Tenki 3r any (1055) 2 de febrer: Mamoru Kanesettsu,[2] Tsugo-zōjin
- El primer any de Kangping (1058) 25 d'abril: Vàlvula mitjana dreta. 30 de juliol: Subordinat al quart rang (Premi del pare Zhonggu de 2n any de l'alegria celestial). 3 de setembre: Graduació (mig dret ben subordinat 4t rang inferior i Settsu Mamoru)

## Genealogia
- Pare: Keisuke Fujiwara
- Mare: filla de Fujiwara Sukegyo
- Esposa: Filla de Yasunori Fujiwara
  - Homes: Fujiwara Ienori (1048-1123)
- Esposa: Filla de Naruto Tachibana
  - Homes: Mitsuie Fujiwara[3]
- Fills de mare biològica desconeguda
  - Homes: Katsukaku (1055-1097)[4]
  - Home: Nagahito